# Gloeoporus croceopallens
Gloeoporus croceopallens är en svampart som beskrevs av Bres. 1912. Gloeoporus croceopallens ingår i släktet Gloeoporus och familjen Meruliaceae.   Inga underarter finns listade i Catalogue of Life.